# 亞勒辜須

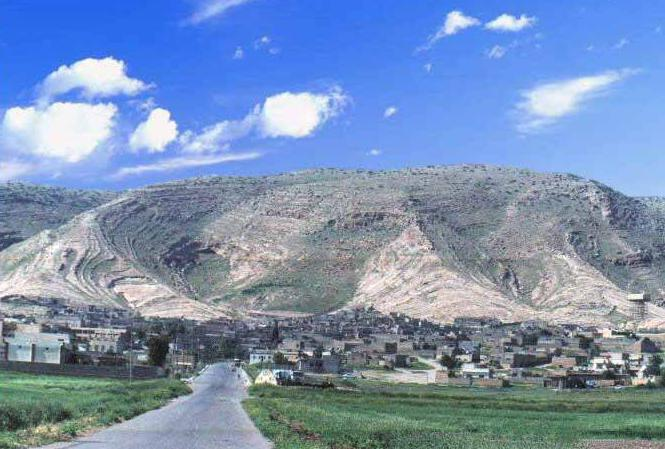
村莊入口

亞勒辜須（亚拉姆语:ܐܠܩܘܫ ；阿拉伯語:القوش ；英語:Alqosh or Alqush） 是伊拉克北部最有名的一個亞述人聚居的城鎮。亞勒辜須位於摩蘇爾以北30公里處，其名稱起源於亚拉姆語，意思是「公義之神」。城鎮四處遍及着肥沃的土壤。尼尼微北方高地向南延伸橫越其他的亞述-迦勒底城鎮。新亚述语（现代亚拉姆語的一种方言）在当地仍被广泛使用。亞勒辜須的基督教历史悠久，其居民多信仰古老的基督教派别东方亚述教会或加色丁禮天主教會。近年来，不断有当地居民离开世代居住了几千年的故乡，迁往西方国家。

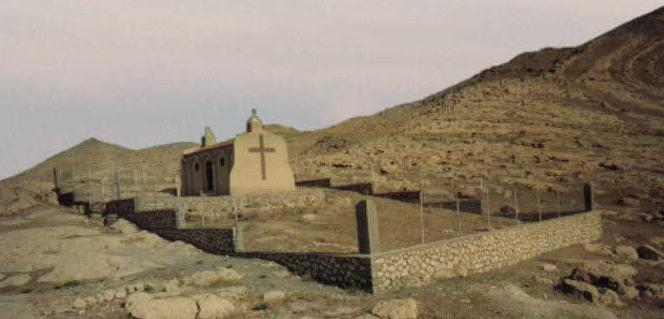
当地一座古老的基督教堂

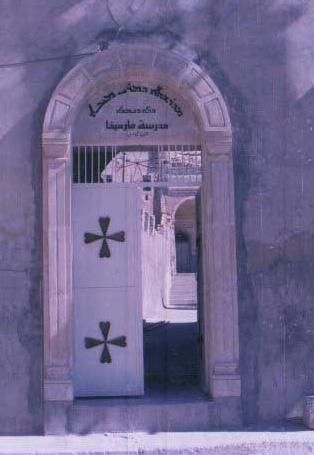
基督教堂入口

## 參照
1. ↑  .   [2008-01-22]. （原始内容存档于2008-05-15）.